# دوئن داربی
دوئن داربی (انگلیسی: Duane Darby؛ زادهٔ ۱۷ اکتبر ۱۹۷۳) بازیکن فوتبال اهل بریتانیا است.
از باشگاه‌هایی که در آن بازی کرده‌است می‌توان به باشگاه فوتبال دونکستر راورز، باشگاه فوتبال هال سیتی، باشگاه فوتبال تورکی یونایتد، باشگاه فوتبال نانیتون تاون، باشگاه فوتبال نوتس کانتی، و باشگاه فوتبال شروزبری تاون اشاره کرد.